# Diocesi di Alet

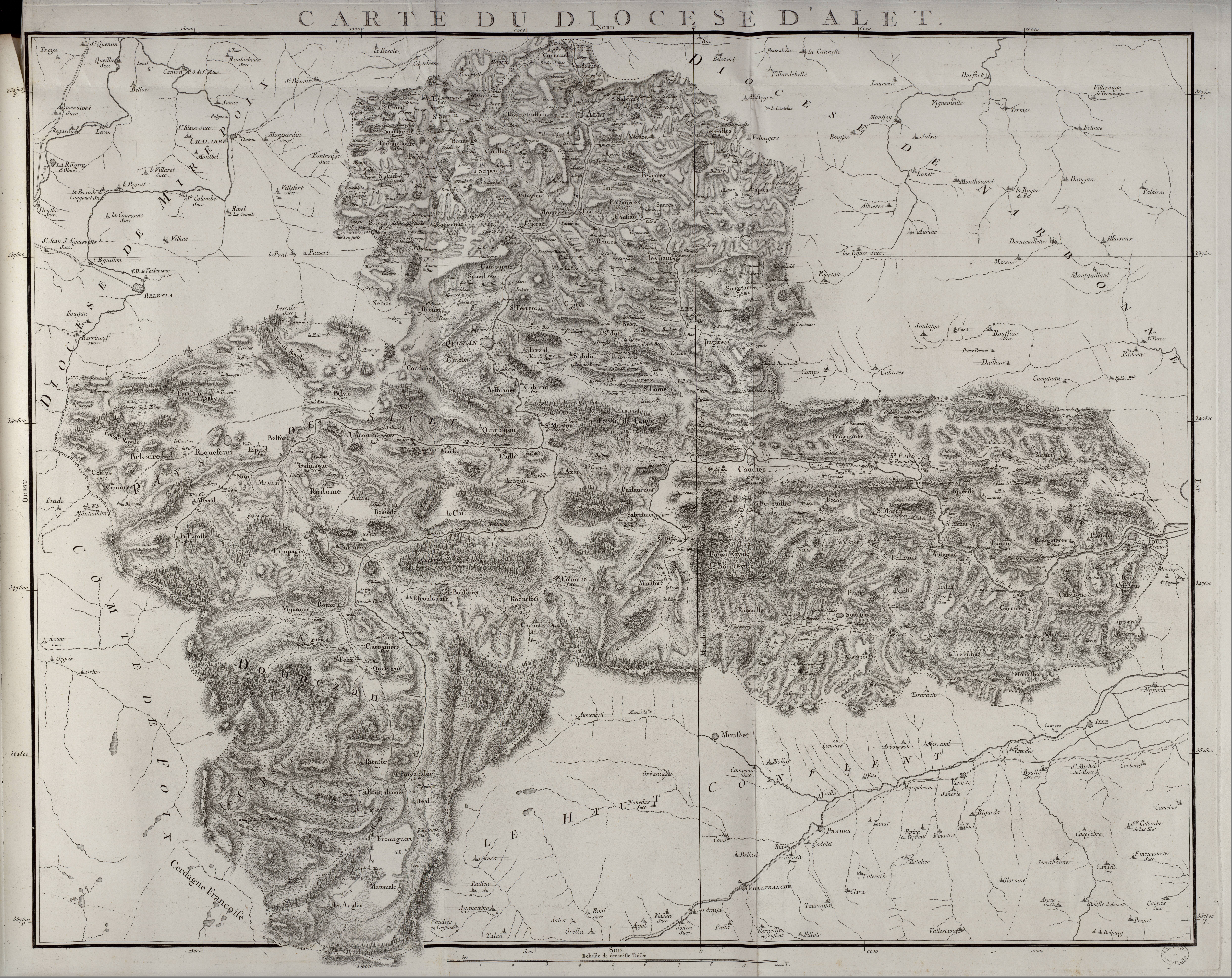
Mappa della diocesi di Alet nel Settecento.

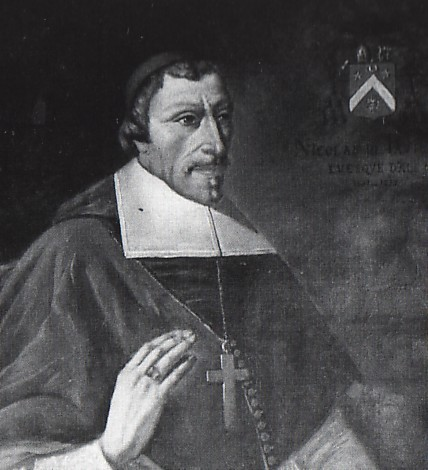
Il vescovo Nicolas Pavillon (1639-1677).

La diocesi di Alet (in latino: Dioecesis Electensis seu Aletensis)  è una sede soppressa e sede titolare della Chiesa cattolica.

## Territorio
Si estendeva a sud della Garonna ed il suo territorio era delimitato a nord dalla diocesi di Mirepoix, a nord e nord-est dall'arcidiocesi di Narbona, a sud dalla diocesi di Elne e ad ovest dalla diocesi di Pamiers.
Sede vescovile era la città di Alet-les-Bains, nell'odierno dipartimento dell'Aude, dove fungeva da cattedrale la chiesa di Nostra Signora (Notre-Dame d'Alet).
Nel 1784 la diocesi comprendeva 87 parrocchie, suddivise in due arcipreture: quella di Saint-André di Alet e dell'Alto Razès con 54 parrocchie, e quella di Caudiès e del paese dei Fenouillèdes con 33 parrocchie.

## Storia
La diocesi di Alet fu eretta il 28 febbraio 1318 con la bolla Alma mater Ecclesia di papa Giovanni XXII, ricavandone il territorio dall'arcidiocesi di Narbona. Sede vescovile divenne l'abbazia Notre-Dame d'Alet, eretta agli inizi del IX secolo dal conte Berà di Barcellona. Primo vescovo della nuova diocesi fu anche l'ultimo abate, il benedettino Barthélemy, nominato vescovo il 1º marzo successivo. La scelta dell'abbazia come sede episcopale tornò a vantaggio del vescovo, alla cui mensa vescovile spettarono di diritto gli emolumenti dell'abbazia.
Con bolla del 1º marzo 1318, il papa definì i confini della nuova diocesi, che comprendeva, grosso modo, l'alta valle dell'Aude e le valli del Rébenty e dell'Agly; era costituita da circa 80 parrocchie e nel suo territorio esisteva una sola abbazia, quella benedettina di San Giacomo di Joucou.
Il capitolo benedettino dell'abbazia fu anche il capitolo della cattedrale fino al 1531, quando con una bolla di papa Clemente VII venne secolarizzato. Inizialmente papa Giovanni XXII dispose che per l'elezione del vescovo concorressero sia il capitolo benedettino di Alet sia quello della collegiata di Saint-Paul-de-Fenouillet, appositamente istituito per l'occasione; ma la cooperazione fra i due capitoli non funzionò e dovette essere soppressa da papa Clemente VI nel 1343.
Nel 1573 la città episcopale fu conquistata dagli Ugonotti, che ne restarono padroni per una decina d'anni. Nella furiosa battaglia per la riconquista della città, ad avere la peggio furono la cattedrale e il palazzo episcopale, che vennero bombardati e ridotti in rovina. Da questo momento l'antico refettorio dell'abbazia venne riadattato per l'uso liturgico, divenendo di fatto la cattedrale della diocesi, con il titolo di San Benedetto, fino alla rivoluzione francese. I vescovi posero momentaneamente la loro residenza nel castello di Cournanel, di loro proprietà.
Nel XVII secolo, durante l'episcopato di Nicolas Pavillon, la diocesi divenne uno dei centri di diffusione del giansenismo. Pavillon fu tra i vescovi più attenti alle riforme introdotte dal concilio di Trento: istituì il seminario (1648) e le conférences per l'istruzione e la formazione del clero; obbligò i seminaristi destinati all'insegnamento elementare, negli ambienti più poveri e disagiati della diocesi, a periodi di formazione; costruì un nuovo palazzo episcopale ad Alet. Il suo nome divenne uno dei più chiacchierati di tutta la Francia quando si rifiutò di sottoscrive il Formulario di papa Alessandro VII di adesione alla condanna delle proposizioni dell'Augustinus di Giansenio. Nel 1677 diede alle stampe un Rituale per la sua diocesi, che sebbene fosse a grandi linee conforme al Rituale romano del 1614, includeva delle spiegazioni dei riti in francese, scritte dal vescovo. Alcune di queste spiegazioni erano decisamente giansenistiche: fra di queste la pratica di rimandare sistematicamente l'assoluzione dopo la confessione, per essere certi della vera contrizione del penitente.
La diocesi fu soppressa in seguito al concordato con la bolla Qui Christi Domini di papa Pio VII del 29 novembre 1801 e il suo territorio fu diviso fra la diocesi di Carcassonne e l'arcidiocesi di Tolosa. Dopo il 1822, con la restaurazione delle diocesi di Perpignano e di Parmiers, alcune porzioni dell'antica diocesi di Alet entrarono a far parte di queste due sedi episcopali.
Dal 2009 Alet è annoverata tra le sedi vescovili titolari della Chiesa cattolica; dal 9 luglio 2009 il vescovo titolare è Gérard Émile Jean-Louis Coliche, già vescovo ausiliare di Lilla.

## Cronotassi

### Vescovi residenti
- Barthélemy, O.S.B. † (1º marzo 1318 - 10 settembre 1329 deceduto)
- Guillaume d'Alzonne de Marcillac, O.S.B. † (10 settembre 1333 - 1355 deceduto)
- Guillaume II, O.S.B. † (16 gennaio 1355 - 1363 deceduto)
- Arnaud de Villars † (5 luglio 1363 - 1385 deceduto)
  - Pierre Aycelin de Montaigut, O.S.B. † (25 aprile 1385 - 1386 dimesso) (amministratore apostolico)
- Robert du Bosc, O.S.B. † (15 giugno 1386 - 27 maggio 1390 nominato vescovo di Couserans)
- Henri Bayler † (27 maggio 1390 - 1420 deceduto)
- Pierre Assalbit, O.E.S.A. † (8 gennaio 1421 - 1441 deceduto)
- Antoine de Saint-Étienne † (1441 - 1442)
- Pierre III † (1443 - 1447 deceduto)
- Élie de Pompadour † (24 gennaio 1448 - 29 novembre 1454 nominato vescovo di Viviers)
  - Louis d'Aubusson, O.S.B. † (4 dicembre 1454 - 17 dicembre 1455 nominato vescovo di Tulle) (vescovo eletto)
- Ambroise de Cambrai † (23 settembre 1455 - 1460 deposto)
- Antoine Gobert † (15 dicembre 1463 - 1468 deceduto)
- Guillaume Olivier † (14 novembre 1468 - 1486 deceduto)
- Pierre d'Hallwyn † (21 novembre 1487 - 1488 dimesso)
- Guillaume de Rupe † (4 febbraio 1489 - 1508 deceduto)
- Pierre Raymond de Guiert † (7 giugno 1508 - 1523 deceduto)
- Guillaume de Joyeuse I † (27 ottobre 1524 - 1540 dimesso)
  - Guillaume de Joyeuse II † (28 gennaio 1541 - 1559 dimesso) (vescovo eletto)[6]
- François de L'Estrange † (26 gennaio 1560 - 1564 deceduto)
- Antoine de Dax † (8 giugno 1565 - 1594 ? dimesso)
- Christophe de Lestang † (5 settembre 1594 - 24 settembre 1603 nominato vescovo di Carcassonne)
  - Pierre de Polverel † (19 febbraio 1603 - 20 agosto 1603 deceduto) (vescovo eletto)[7]
- Étienne de Polverel † (30 luglio 1607 - 25 aprile 1637 deceduto)
- Nicolas Pavillon † (16 maggio 1639 - 8 dicembre 1677 deceduto)
- Louis-Alphonse de Valbelle † (14 marzo 1678 - giugno 1684 dimesso)[8]
- Victor-Augustin Méliand (Melrand) † (7 luglio 1692[9] - ottobre 1698 dimesso)
- Charles-Nicolas Taffoureau de Fontaine † (5 gennaio 1699 - 8 ottobre 1708 deceduto)
- Jacques Maboul † (19 febbraio 1710 - 21 maggio 1723 deceduto)
- Joseph-François Bocaud (Boucaud) † (14 febbraio 1724 - 6 dicembre 1762 deceduto)
- Charles de La Cropte de Chanterac † (16 maggio 1763 - 27 aprile 1793 deceduto)
  - Sede vacante (1793-1801)
  - Sede soppressa

### Vescovi titolari
- Gérard Émile Jean-Louis Coliche, dal 9 luglio 2009